# Височани (Хорватія)
42°51′ пн. ш. 17°47′ сх. д. / 42.85° пн. ш. 17.79° сх. д.
Височани (хорв. Visočani) — населений пункт у Хорватії, у Дубровницько-Неретванській жупанії у складі громади Дубровачко Примор'є.

## Населення
Населення за даними перепису 2011 року становило 130 осіб.
Динаміка чисельності населення поселення: